# Dżangitau
Dżangitau (ros. Джангитау) – szczyt górski na terenie Kaukazu o wysokości 5051 m n.p.m. Szczyt położony jest na terenie Kabardo-Bałkarii na pograniczu Rosji oraz Gruzji. Dżangitau jest siódmym najwyższym szczytem na terenie Kaukazu Wielkiego. Pierwszego wejścia na szczyt dokonał John Cockin w 1888 roku - pierwszy zdobywca Szchary, Dżangitau i Północnej Uszby.